# 칼 라르손
칼 라르손(스웨덴어: Carl Larsson), 1853년 5월 28일 ~ 1919년 1월 22일)은 스웨덴의 미술가이자 인테리어 디자이너이다. 아트 앤 크래프트 운동의 대표자이기도 하다. 유화, 수채화, 프레스코 작품을 주로 그렸다. 그는 자신 최고 작품으로 '한 겨울의 희생'(스웨덴어: Midvinterblot)을 꼽았는데 이는 현재 스웨덴 국립 미술관에 전시되어 있다.

## 같이 보기
- 안데르스 소른